# Pallacanestro Olimpia Milano 2022-2023
Questa voce raccoglie le informazioni riguardanti la Pallacanestro Olimpia Milano nelle competizioni ufficiali della stagione 2022-2023.

## Stagione
La stagione 2022-2023 della Pallacanestro Olimpia Milano, sponsorizzata EA7 Emporio Armani, è la 90ª nel massimo campionato italiano di pallacanestro, la Serie A.
Conclusa la stagione 2021-22, l'Olimpia si muove fin da subito sul mercato, prolungando il contratto in scadenza di Kyle Hines, mentre vengono ufficializzati gli innesti di Brandon Davies, Stefano Tonut, Naz Mitrou-Long e Billy Baron. In uscita lasciano la formazione milanese in scadenza di contratto: Trey Kell, Troy Daniels e Malcolm Delaney. Per quanto riguarda lo staff tecnico, vengono confermati gli assistenti Mario Fioretti e Stefano Bizzozzero, mentre terminano il contratto Marco Esposito e Gianmarco Pozzecco che viene scelto come commissario tecnico della Nazionale italiana maschile. A subentrare nello staff tecnico vengono chiamati Dan Shamir e Giuseppe Poeta.
L'esordio stagionale avviene il 28 settembre in Supercoppa italiana a Brescia, dove viene sconfitta 64-72 in semifinale dalla Virtus Bologna. L'esordio in campionato si gioca in casa contro la Pallacanestro Brescia sconfitta di misura per 78-77.
Il 19 novembre 2022 viene ingaggiata l'ala francese Timothé Luwawu-Cabarrot.

## Maglie
Il fornitore ufficiale del materiale tecnico per la stagione 2022-2023 è Armani. 
| Campionato Rossa | Campionato Bianca |

## Organigramma societario
Dal sito internet della società.
Area dirigenziale
- Proprietario: Giorgio Armani
- Presidente: Pantaleo Dell'Orco
- Presidente Basketball Operations: Ettore Messina
- General Manager: Christos Stavropoulos

Area tecnica
- Allenatore: Ettore Messina
- Vice allenatore: Mario Fioretti
- Assistente allenatore: Stefano Bizzozero
- Assistente allenatore: Dan Shamir
- Assistente allenatore: Giuseppe Poeta
- Players Development: Steve Klei

Area generale e organizzativa
- Direttore sportivo: Alberto Rossini
- Team manager: Filippo Leoni
- Assistant team manager: Andrea Colombo
- Equipment manager: Alessandro Barenghi
- Addetto arbitri: Gianluca Solani
- Responsabile organizzativo settore giovanile: Davide Losi

Area comunicazione
- Direttore comunicazione: Claudio Limardi
- Social media manager: Tommaso Magni
- Responsabile video e tv: Andrea Monticelli
- Fotografo: Alessio Gaffuri

Area marketing&ticketing
- Marketing & Sponsorship Manager: Roberto Bottali
- Responsabile sponsor ed eventi partita: Asia De Piccoli
- Responsabile merchandising: Lorenzo Impaloni
- Responsabile Armani Junior Program: Michele Samaden, Marilisa Zanini,
- Responsabile front-desk: Alessandra Magni
- Responsabile ticketing: Gabriele Salis

## Roster
Aggiornato al 1 giugno 2023.
| AX Armani Exchange Milano 2022-23 | AX Armani Exchange Milano 2022-23 |
| Giocatori                         | Staff tecnico                     |
| --------------------------------- | --------------------------------- |

| N. | Naz.                                           | Ruolo | Nome                    | Anno | Alt.   | Peso   |  |
| -- | ---------------------------------------------- | ----- | ----------------------- | ---- | ------ | ------ |  |
| 0  | Stati Uniti (bandiera) · Uganda (bandiera)     | AC    | Brandon Davies          | 1991 | 208 cm | 109 kg |  |
| 1  | Stati Uniti (bandiera)                         | A     | Deshaun Thomas          | 1991 | 201 cm | 104 kg |  |
| 2  | Francia (bandiera)                             | GA    | Timothé Luwawu-Cabarrot | 1995 | 201 cm | 98 kg  |  |
| 3  | Canada (bandiera)                              | PG    | Naz Mitrou-Long         | 1993 | 193 cm | 99 kg  |  |
| 5  | Canada (bandiera) · Slovenia (bandiera)        | P     | Kevin Pangos            | 1993 | 185 cm | 81 kg  |  |
| 6  | Italia (bandiera)                              | G     | Samuele Miccoli         | 2006 | 188 cm | 80 kg  |  |
| 7  | Italia (bandiera)                              | G     | Stefano Tonut           | 1993 | 194 cm | 100 kg |  |
| 9  | Italia (bandiera)                              | AG    | Nicolò Melli (C)        | 1991 | 206 cm | 107 kg |  |
| 10 | Italia (bandiera)                              | AC    | Jacopo Rapetti          | 2004 | 204 cm |        |  |
| 10 | Italia (bandiera)                              | C     | Luca Panna              | 2004 | 202 cm | 108 kg |  |
| 12 | Stati Uniti (bandiera)                         | PG    | Billy Baron             | 1990 | 188 cm | 90 kg  |  |
| 13 | Stati Uniti (bandiera) · Porto Rico (bandiera) | P     | Shabazz Napier          | 1991 | 183 cm | 79 kg  |  |
| 17 | Italia (bandiera)                              | AG    | Giampaolo Ricci         | 1991 | 202 cm | 102 kg |  |
| 19 | Italia (bandiera)                              | C     | Paul Biligha            | 1990 | 200 cm | 106 kg |  |
| 22 | Stati Uniti (bandiera)                         | G     | Devon Hall              | 1995 | 196 cm | 96 kg  |  |
| 25 | Italia (bandiera)                              | P     | Tommaso Baldasso        | 1998 | 192 cm | 88 kg  |  |
| 31 | Stati Uniti (bandiera) · Danimarca (bandiera)  | AP    | Shavon Shields          | 1994 | 201 cm | 97 kg  |  |
| 40 | Italia (bandiera)                              | A     | Davide Alviti           | 1996 | 200 cm | 92 kg  |  |
| 42 | Stati Uniti (bandiera)                         | C     | Kyle Hines              | 1986 | 198 cm | 111 kg |  |
| 70 | Italia (bandiera)                              | A     | Luigi Datome            | 1987 | 203 cm | 98 kg  |  |
| 77 | Germania (bandiera)                            | C     | Johannes Voigtmann      | 1992 | 211 cm | 115 kg |  |

| Allenatore |
| - Ettore Messina |
| Assistente/i |
| - Mario Fioretti - Stefano Bizzozero - Dan Shamir - Giuseppe Poeta Legenda - (C) Capitano - (IN) Inattivo - Infortunato Roster |

## Mercato

### Sessione estiva
| Acquisti | Acquisti           | Acquisti             | Acquisti      | Acquisti |
| R.       | Nome               | da                   | Modalità      |          |
| -------- | ------------------ | -------------------- | ------------- | -------- |
| P        | Kevin Pangos       | Cleveland Cavaliers  | svincolato    |          |
| PG       | Billy Baron        | Zenit S. Pietroburgo | svincolato    |          |
| PG       | Naz Mitrou-Long    | Brescia              | svincolato    |          |
| PG       | Davide Moretti     | V.L. Pesaro          | fine prestito |          |
| G        | Giordano Bortolani | Universo Treviso     | fine prestito |          |
| G        | Francesco Gravaghi | Urania Milano        | fine prestito |          |
| G        | Stefano Tonut      | Reyer Venezia        | svincolato    |          |
| A        | Deshaun Thomas     | Bayern Monaco        | svincolato    |          |
| AC       | Brandon Davies     | Barcellona           | svincolato    |          |
| C        | Leonardo Okeke     | Derthona Basket      | definitivo    |          |
| C        | Johannes Voigtmann | CSKA Mosca           | svincolato    |          |

| Cessioni | Cessioni           | Cessioni          | Cessioni       | Cessioni |
| R.       | Nome               | a                 | Modalità       |          |
| -------- | ------------------ | ----------------- | -------------- | -------- |
| P        | Sergio Rodríguez   | Real Madrid       | fine contratto |          |
| PG       | Malcolm Delaney    | Free agent        | fine contratto |          |
| PG       | Trey Kell          | SE Melb. Phoenix  | fine contratto |          |
| PG       | Davide Moretti     | V.L. Pesaro       | risoluzione    |          |
| G        | Giordano Bortolani | Manresa           | prestito       |          |
| G        | Troy Daniels       | Free agent        | fine contratto |          |
| G        | Jerian Grant       | Türk Telekom      | fine contratto |          |
| G        | Francesco Gravaghi | B. Gallarate      | fine contratto |          |
| AC       | Ben Bentil         | Stella Rossa      | fine contratto |          |
| C        | Leonardo Okeke     | Joventut Badalona | prestito       |          |
| C        | Kaleb Tarczewski   | Gunma C. Thunders | fine contratto |          |

### Dopo l'inizio della stagione
| Acquisti | Acquisti                | Acquisti       | Acquisti         | Acquisti      |
| R.       | Nome                    | da             | Data             | Modalità      |
| -------- | ----------------------- | -------------- | ---------------- | ------------- |
| GA       | Timothé Luwawu-Cabarrot | Free agent     | 19 novembre 2022 | svincolato    |
| G        | Giordano Bortolani      | Manresa        | 25 novembre 2022 | fine prestito |
| P        | Shabazz Napier          | Capitanes C.M. | 28 gennaio 2023  | svincolato    |

| Cessioni | Cessioni                | Cessioni         | Cessioni         | Cessioni       |
| R.       | Nome                    | a                | Data             | Modalità       |
| -------- | ----------------------- | ---------------- | ---------------- | -------------- |
| G        | Giordano Bortolani      | Scaligera Verona | 25 novembre 2022 | prestito       |
| GA       | Timothé Luwawu-Cabarrot | Free agent       | 13 aprile 2023   | fine contratto |

## Risultati

### Serie A

#### Stagione regolare

##### Girone d'andata
| Arbitri: | Tolga Özge Sahin (Messina) Martolini Alessandro (Roma) Paglialunga Fabrizio (Taranto) |

|                                          |            |                                         |
| Melli 14 Hall 13 Davies, Pangos, Baron 9 | Punti      | 19 Petrucelli 15 Caupain 13 Della Valle |
| Baron 6                                  | Assist     | 4 Della Valle                           |
| Melli 9                                  | Rimbalzi   | 8 Cobbins                               |
| Ettore Messina                           | Allenatori | Alessandro Magro                        |

| Arbitri: | Manuel Mazzoni (Grosseto) Denis Quarta (Torino) Andrea Valzani (Milano) |

|                             |            |                             |
| Lamb 16 Henry 15 Pinkins 12 | Punti      | 16 Davies 13 Melli 9 Pangos |
| Stone 7                     | Assist     | 6 Shields, Pangos           |
| Thompson, Pinkins 11        | Rimbalzi   | 6 Shields                   |
| Alessandro Rossi            | Allenatori | Ettore Messina              |

| Arbitri: | Paternicò (Enna) Grigioni (Roma) Pepponi (Perugia) |

|                             |            |                                       |
| Pangos 21 Thomas 17 Hall 11 | Punti      | 17 Burnell, Bowman 16 Reed 12 Perkins |
| 5 giocatori 2               | Assist     | 4 giocatori 2                         |
| Davies 7                    | Rimbalzi   | 7 Burnell                             |
| Ettore Messina              | Allenatori | Francesco Vitucci                     |

| Arbitri: | Lanzarini (Bologna) Attard (Siracusa) Galasso (Siena) |

|                                         |            |                             |
| Granger 18 Spissu, Brooks 13 Freeman 11 | Punti      | 13 Davies 11 Baron 10 Tonut |
| Granger 4                               | Assist     | 5 Pangos                    |
| Brooks 10                               | Rimbalzi   | 7 Melli                     |
| Walter De Raffaele                      | Allenatori | Ettore Messina              |

| Arbitri: | Lo Guzzo (Pisa) Bongiorni (Pisa) Marziali (Roma) |

|                                                |            |                                      |
| Thomas, Melli, Ricci 13 Davies, Baron 9 Hall 5 | Punti      | 10 Anderson 9 Smith 8 Johnson, Imbrò |
| Baron 5                                        | Assist     | 4 Casarin, Imbrò                     |
| Melli 9                                        | Rimbalzi   | 9 Johnson                            |
| Ettore Messina                                 | Allenatori | Alessandro Ramagli                   |

| Arbitri: | Sahin (Messina) Bartoli (Trieste) Noce (Latina) |

|                                                           |            |                                        |
| Charalampopoulos, Abdur-Rahkman 14 Cheatham 12 Moretti 11 | Punti      | 15 Davies 13 Thomas, Baldasso 11 Melli |
| Abdur-Rahkman 4                                           | Assist     | 5 Hall                                 |
| Mazzola 5                                                 | Rimbalzi   | 12 Voigtmann                           |
| Jasmin Repeša                                             | Allenatori | Ettore Messina                         |

| Arbitri: | Lorenzo Baldini (Firenze) Denny Borgioni (Roma) Marco Catani (Pescara) |

|                                  |            |                                       |
| Mitrou-Long 23 Hall 18 Davies 16 | Punti      | 28 bartley 12 Gaines 10 Pacher, Davis |
| Pangos, Melli, Mitrou-Long 5     | Assist     | 7 Davies                              |
| Davis, Mitrou-Long 7             | Rimbalzi   | 8 Bartley                             |
| Ettore Messina                   | Allenatori | Marco Legovich                        |

| Arbitri: | Michele Rossi (Arezzo) Andrea Bongiorni (Pisa) Gianluca Capotorto (Roma) |

|                                |            |                                   |
| Banks 23 Sorokas 14 Iroegbu 11 | Punti      | 19 Mitrou-Long 18 Davies 10 Baron |
| Sokołowski 4                   | Assist     | 6 Mitrou-Long                     |
| Iroegbu 4                      | Rimbalzi   | 8 Luwawu-Cabarrot                 |
| Marcelo Nicola                 | Allenatori | Ettore Messina                    |

| Arbitri: | Carmelo Lo Guzzo (Pisa) Alessandro Martolini (Roma) Guido Federico Di Francesco (Teramo) |

|                                 |            |                                                   |
| Bendžius 15 Robinson 12 Dowe 11 | Punti      | 21 Luwawu-Cabarrot 16 Davies, Baron 7 Mitrou-Long |
| Bendžius 3                      | Assist     | 6 Luwawu-Cabarrot                                 |
| Treier, Diop 4                  | Rimbalzi   | 6 Baron                                           |
| Piero Bucchi                    | Allenatori | Ettore Messina                                    |

| Arbitri: | Tolga Özge Sahin (Messina) Alessandro Perciavalle (Torino) Edoardo Gonella (Genova) |

|                                       |            |                                           |
| Luwawu-Cabarrot 13 Ricci 12 Davies 11 | Punti      | 14 Vitali 13 Anim, Olisevičius 10 Hopkins |
| Baron 4                               | Assist     | 4 Anim                                    |
| Alviti 5                              | Rimbalzi   | 11 Hopkins                                |
| Ettore Messina                        | Allenatori | Dragan Šakota                             |

| Arbitri: | Lorenzo Baldini (Firenze) Andrea Bongiorni (Pisa) Alessandro Nicolini (Palermo) |

|                                                       |            |                                         |
| Flaccadori 19 Crawford, Lockett 13 Atkins, Gražulis 8 | Punti      | 17 Luwawu-Cabarrot 13 Hall 10 Voigtmann |
| Flaccadori 6                                          | Assist     | 5 Hall                                  |
| Atkins 6                                              | Rimbalzi   | 6 Luwawu-Cabarrot, Voigtmann            |
| Emanuele Molin                                        | Allenatori | Ettore Messina                          |

| Arbitri: | Roberto Begnis (Cremona) Fabrizio Paglialunga (Taranto) Antonio Bartolomeo (Brindisi) |

|                                                    |            |                              |
| Davies 20 Luwawu-Cabarrot 12 Melli, Baron, Hall 11 | Punti      | 21 Ross 19 Caruso 12 Johnson |
| Hines 4                                            | Assist     | 6 Ross                       |
| Davies 8                                           | Rimbalzi   | 8 Caruso                     |
| Ettore Messina                                     | Allenatori | Matt Brase                   |

| Bologna 2 gennaio 2022, ore 20:30 13ª giornata | Virtus Bologna | 74 – 96 (15-19, 32-40, 50-65) referto        | Olimpia Milano | Virtus Segafredo Arena |
| Teodosić 17 Belinelli 10 Jaiteh 9 Punti 23 Davies 17 Luwawu-Cabarrot , Baron 13 Melli Pajola 5 Assist 7 Baron Jaiteh 10 Rimbalzi 6 Hines , Melli Sergio Scariolo Allenatori Ettore Messina |                |                                              |                |                        |
| |                |                                              |                |                        |
| Teodosić 17 Belinelli 10 Jaiteh 9 | Punti          | 23 Davies 17 Luwawu-Cabarrot, Baron 13 Melli |                |                        |
| Pajola 5 | Assist         | 7 Baron                                      |                |                        |
| Jaiteh 10 | Rimbalzi       | 6 Hines, Melli                               |                |                        |
| Sergio Scariolo | Allenatori     | Ettore Messina                               |                |                        |

| Arbitri: | Tolga Özge Sahin (Messina) Denis Quarta (Torino) Guido Di Francesco (Teramo) |

|                                    |            |                                       |
| Howard 22 Michineau 21 Uglietti 14 | Punti      | 28 Davies 13 Luwawu-Cabarrot 10 Tonut |
| Michineau 5                        | Assist     | 6 Mitrou-Long                         |
| Williams, Uglietti 7               | Rimbalzi   | 10 Melli                              |
| Cesare Pancotto                    | Allenatori | Ettore Messina                        |

| Arbitri: | Michele Rossi (Arezzo) Guido Giovannetti (Terni) Sergio Noce (Latina) |

|                                               |            |                                             |
| Melli 16 Mitrou-Long, Baron 11 Ricci, Hines 8 | Punti      | 12 Severini, Macura 10 Radosevic 8 Christon |
| Davies, Hall 4                                | Assist     | 3 Cain                                      |
| Mitrou-Long 7                                 | Rimbalzi   | 7 Severini, Radosevic                       |
| Ettore Messina                                | Allenatori | Marco Ramondino                             |

##### Girone di ritorno
| Arbitri: | Carmelo Lo Guzzo (Pisa) Andrea Bongiorni (Pisa) Simone Patti (Pescara) |

|                                               |            |                             |
| Olisevičius, Senglin 14 Cinciarini 11 Diouf 9 | Punti      | 22 Davies 13 Melli 10 Baron |
| Cinciarini 9                                  | Assist     | 3 Mitrou-Long, Davies       |
| Cinciarini 6                                  | Rimbalzi   | 8 Melli                     |
| Dragan Sakota                                 | Allenatori | Ettore Messina              |

| Arbitri: | Beniamino Attard (Siracusa) Valerio Grigioni (Roma) Edoardo Gonella (Genova) |

|                                          |            |                                 |
| Mitrou-Long, Tonut 14 Baron 12 Davies 11 | Punti      | 18 Atkins 14 Spagnolo 10 Forray |
| quattro giocatori 2                      | Assist     | 4 Spagnolo                      |
| Davies 8                                 | Rimbalzi   | 7 Gražulis, Atkins              |
| Ettore Messina                           | Allenatori | Emanuele Molin                  |

| Arbitri: | Carmelo Paternicò (Enna) Fabrizio Paglialunga (Taranto) Daniele Valleriani (Frosinone) |

|                              |            |                                               |
| Davis 18 Terry 16 Spencer 10 | Punti      | 13 Napier 12 luwawu-Cabarrot 8 Davies, Datome |
| Bartley 6                    | Assist     | 4 Tonut                                       |
| Spencer 13                   | Rimbalzi   | 6 Melli, Davies                               |
| Marco Legovich               | Allenatori | Ettore Messina                                |

| Arbitri: | Lorenzo Baldini (Firenze) Alessandro Martolini (Roma) Martino Galasso (Siena) |

|                                    |            |                                        |
| Ross 16 Owens, Johnson 13 Caruso 9 | Punti      | 17 Davies 16 Luwawu-Cabarrot 12 Napier |
| Ross 11                            | Assist     | 8 Napier                               |
| Owens 9                            | Rimbalzi   | 8 Melli                                |
| Matt Brase                         | Allenatori | Ettore Messina                         |

| Arbitri: | Beniamino Attard (Siracusa) Alessandro Nicolini (Palermo) Simone Patti (Pescara) |

|                            |            |                               |
| Baron 20 Melli 14 Tonut 12 | Punti      | 14 Rossato 12 Hannah 11 Okoye |
| Pangos 5                   | Assist     | 5 Stone                       |
| Thomas 7                   | Rimbalzi   | 5 De Laurentiis               |
| Ettore Messina             | Allenatori | Stefano Sacripanti            |

| Arbitri: | Michele Rossi (Arezzo) Mark Bartoli (Trieste) Sergio Noce (Latina) |

|                                      |            |                                               |
| Perkins 15 Harrison 14 Mezzanotte 13 | Punti      | 21 Baron 14 Davies, Tonut, Melli 12 Voigtmann |
| Lamb, Harrison 2                     | Assist     | 3 Napier, Melli, Baron                        |
| Burnell, Mezzanotte 5                | Rimbalzi   | 9 Melli                                       |
| Francesco Vitucci                    | Allenatori | Ettore Messina                                |

| Arbitri: | Manuel Mazzoni (Grosseto) Guido Giovannetti (Terni) Denny Borgioni (Roma) |

|                                   |            |                                             |
| Baron 20 Napier 16 Melli, Hines 9 | Punti      | 12 Belinelli 11 Mannion, Shengelia 10 Weems |
| Tonut 5                           | Assist     | 3 Lundberg, Shengelia, Mannion              |
| Melli 7                           | Rimbalzi   | 8 Shengelia                                 |
| Ettore Messina                    | Allenatori | Sergio Scariolo                             |

| Arbitri: | Carmelo Paternicò (Enna) Lorenzo Baldini (Firenze) Denis Quarta (Torino) |

|                                   |            |                              |
| Cournooh 19 Gabriel 15 Nikolić 12 | Punti      | 17 Napier 12 Davies 10 Ricci |
| Della Valle 6                     | Assist     | 3 Napier                     |
| Gabriel 8                         | Rimbalzi   | 7 Shields                    |
| Alessandro Magro                  | Allenatori | Ettore Messina               |

| Arbitri: | Roberto Begnis (Cremona) Andrea Bongiorni (Pisa) Christian Borgo (Vicenza) |

|                                |            |                                         |
| Napier 23 Shields 11 Pangos 10 | Punti      | 16 Willis, Tessitori 12 Granger 8 Parks |
| Napier 4                       | Assist     | 5 Parks                                 |
| Hines 11                       | Rimbalzi   | 12 Parks                                |
| Ettore Messina                 | Allenatori | Neven Spahija                           |

| Arbitri: | Tolga Sahin (Messina) Andrea Valzani (Milano) Alessandro Nicolini (Palermo) |

|                                |            |                                            |
| Napier 22 Davies 16 Shields 15 | Punti      | 16 Cheatham 15 Moretti 11 Charalampopoulos |
| Pangos 5                       | Assist     | 4 Moretti                                  |
| Davies 6                       | Rimbalzi   | 4 Totè, Cheatham                           |
| Ettore Messina                 | Allenatori | Jasmin Repeša                              |

| Arbitri: | Manuel Mazzoni (Grosseto) Mark Bartoli (Trieste) Gianluca Capotorto (Roma) |

|                                     |            |                                      |
| Bortolani 11 Johnson 10 Langevine 9 | Punti      | 15 Hall 13 Baron 9 Napier, Voigtmann |
| Cappelletti 5                       | Assist     | 3 Hines, Napier                      |
| Simon, Johnson 6                    | Rimbalzi   | 8 Melli                              |
| Alessandro Ramagli                  | Allenatori | Ettore Messina                       |

| Arbitri: | Alessandro Martolini (Roma) Antonio Bartolomeo (Brindisi) Christian Borgo (Vicenza) |

|                                                        |            |                                          |
| Shields, Voigtmann 17 Pangos, Baron, Hines 11 Melli 10 | Punti      | 20 Wimbush 15 Williams, Stewart 13 Young |
| Melli 5                                                | Assist     | 3 Howard                                 |
| Melli 9                                                | Rimbalzi   | 6 Williams                               |
| Ettore Messina                                         | Allenatori | Cesare Pancotto                          |

| Arbitri: | Carmelo Lo Guzzo (Pisa) Edoardo Gonella (Genova) Simone Patti (Pescara) |

|                                  |            |                                          |
| Voigtmann 21 Napier 16 Pangos 13 | Punti      | 22 Iroegbu 13 Sorokas 12 Banks, Jantunen |
| Pangos 4                         | Assist     | 4 Banks                                  |
| Melli 8                          | Rimbalzi   | 8 Ellis, Jantunen                        |
| Ettore Messina                   | Allenatori | Marcelo Nicola                           |

| Arbitri: | Guido Giovannetti (Terni) Denny Borgioni (Roma) Alessandro Perciavalle (Torino) |

|                               |            |                             |
| Christon 24 Macura 16 Daum 11 | Punti      | 21 Baron 15 Napier 10 Melli |
| Christon 4                    | Assist     | 6 Napier                    |
| Daum 9                        | Rimbalzi   | 13 Melli                    |
| Marco Ramondino               | Allenatori | Ettore Messina              |

| Arbitri: | Saverio Lanzarini (Bologna) Christian Borgo (Vicenza) Andrea Valzani (Milano) |

|                                           |            |                                              |
| Shabazz Napier 19 Voigtmann 16 Shields 11 | Punti      | 13 Krušlin, Stephens 11 Robinson 10 Bendžius |
| Melli, Hines 3                            | Assist     | 5 Robinson, Bendžius, Stephens               |
| Voigtmann, Hines 7                        | Rimbalzi   | 5 Robinson,                                  |
| Ettore Messina                            | Allenatori | Piero Bucchi                                 |

#### Play-off

##### Quarti di finale
| Arbitri: | Michele Rossi (Arezzo) Guido Giovannetti (Terni) Edoardo Gonella (Genova) |

|                               |            |                               |
| Baron 19 Datome 17 Shields 12 | Punti      | 13 Kravić 11 Totè 10 Cheatham |
| Napier, Hines, Voigtmann 4    | Assist     | 5 Abdur-Rahkman, Delfino      |
| Ricci, Melli 6                | Rimbalzi   | 8 Totè                        |
| Ettore Messina                | Allenatori | Jasmin Repeša                 |

| Arbitri: | Carmelo Paternicò (Enna) Beniamino Attard (Siracusa) Alessandro Perciavalle (Torino) |

|                            |            |                                 |
| Hall 13 Napier 12 Ricci 11 | Punti      | 15 Moretti 12 Kravić 11 Tambone |
| Napier 7                   | Assist     | 4 Tambone                       |
| Melli, Voigtmann 7         | Rimbalzi   | 9 Kravić                        |
| Ettore Messina             | Allenatori | Jasmin Repeša                   |

| Arbitri: | Manuel Mazzoni (Grosseto) Mark Bartoli (Trieste) Valerio Grigioni (Roma) |

|                                                       |            |                              |
| Totè 16 Tambone 13 Charalampopoulos, Abdur-Rahkman 10 | Punti      | 24 Napier 14 Melli 9 Shields |
| Abdur-Rahkman 6                                       | Assist     | 3 Napier                     |
| Kravić 6                                              | Rimbalzi   | 5 Baron                      |
| Jasmin Repeša                                         | Allenatori | Ettore Messina               |

| Arbitri: | Roberto Begnis (Cremona) Tolga Sahin (Messina) Andrea Bongiorni (Pisa) |

|                                                  |            |                               |
| Delfino 14 Daye 13 Cheatham, Charalampopoulos 11 | Punti      | 25 Shields 14 Melli 13 Napier |
| Moretti 4                                        | Assist     | 5 Baron                       |
| Charalampopoulos 8                               | Rimbalzi   | 8 Melli                       |
| Jasmin Repeša                                    | Allenatori | Ettore Messina                |

##### Semifinale
| Arbitri: | Guido Giovannetti (Terni) Tolga Sahin (Messina) Andrea Bongiorni (Pisa) |

|                                                               |            |                                      |
| Voigtmann 22 Baron, Shields, Datome 10 Pangos, Tonut, Melli 9 | Punti      | 13 Dowe, Diop 11 Robinson 8 Stephens |
| Napier 9                                                      | Assist     | 5 Robinson                           |
| Voigtmann 7                                                   | Rimbalzi   | 5 Diop                               |
| Ettore Messina                                                | Allenatori | Piero Bucchi                         |

| Arbitri: | Saverio Lanzarini (Bologna) Mark Bartoli (Trieste) Andrea Valzani (Milano) |

|                                       |            |                                       |
| Datome 19 Napier, Shields 14 Baron 13 | Punti      | 21 Bendžius 12 Dowe 10 Stephens, Diop |
| Shields 5                             | Assist     | 6 Dowe                                |
| Melli 8                               | Rimbalzi   | 9 Dowe                                |
| Ettore Messina                        | Allenatori | Piero Bucchi                          |

| Arbitri: | Beniamino Attard (Siracusa) Lorenzo Baldini (Firenze) Andrea Bongiorni (Pisa) |

|                                          |            |                                   |
| Robinson 15 Dowe 12 Bendžius, Stephens 9 | Punti      | 21 Napier 18 Shields 15 Voigtmann |
| Dowe 4                                   | Assist     | 6 Baron                           |
| Diop 6                                   | Rimbalzi   | 9 Melli                           |
| Piero Bucchi                             | Allenatori | Ettore Messina                    |

##### Finale
| Arbitri: | Carmelo Paternicò (Enna) Manuel Mazzoni (Grosseto) Mark Bartoli (Trieste) |

|                              |            |                                       |
| Napier 22 Hall 15 Shields 13 | Punti      | 19 Belinelli 16 Shengelia 15 Teodosić |
| Hall 5                       | Assist     | 6 Hackett                             |
| Melli 6                      | Rimbalzi   | 6 Shengelia                           |
| Ettore Messina               | Allenatori | Sergio Scariolo                       |

| Arbitri: | Saverio Lanzarini (Bologna) Guido Giovannetti (Terni) Edoardo Gonella (Genova) |

|                                          |            |                                     |
| Shields 18 Napier, Baron 12 Voigtmann 11 | Punti      | 17 Shengelia 14 Belinelli 11 Mickey |
| Napier 4                                 | Assist     | 8 Hackett                           |
| Melli 8                                  | Rimbalzi   | 5 Shengelia                         |
| Ettore Messina                           | Allenatori | Sergio Scariolo                     |

| Arbitri: | Manuel Mazzoni (Grosseto) Tolga Sahin (Messina) Denny Borgioni (Roma) |

|                                             |            |                            |
| Hackett 13 Teodosić 12 Belinelli, Mickey 10 | Punti      | 15 Baron 9 Melli 8 Shields |
| Teodosić 7                                  | Assist     | 6 Voigtmann                |
| Shengelia 9                                 | Rimbalzi   | 8 Melli                    |
| Sergio Scariolo                             | Allenatori | Ettore Messina             |

| Arbitri: | Roberto Begnis (Cremona) Beniamino Attard (Siracusa) Valerio Grigioni (Roma) |

|                                                                |            |                               |
| Belinelli, Mickey 18 Teodosić 10 Shengelia, Hackett, Ojeleye 9 | Punti      | 26 Shields 16 Napier 12 Melli |
| Teodosić 8                                                     | Assist     | 8 Napier                      |
| Cordinier 14                                                   | Rimbalzi   | 11 Melli                      |
| Sergio Scariolo                                                | Allenatori | Ettore Messina                |

| Arbitri: | Saverio Lanzarini (Bologna) Beniamino Attard (Siracusa) Denny Borgioni (Roma) |

|                                      |            |                                      |
| Shileds 22 Melli 13 Baron, Napier 12 | Punti      | 17 Belinelli 14 Cordinier 12 Hackett |
| Voigtmann, Napier 5                  | Assist     | 4 Cordinier                          |
| Melli 12                             | Rimbalzi   | 5 Hackett                            |
| Ettore Messina                       | Allenatori | Sergio Scariolo                      |

| Arbitri: | Carmelo Paternicò (Enna) Roberto Begnis (Cremona) Guido Giovannetti (Terni) |

|                                              |            |                                               |
| Belinelli 14 Hackett, Cordinier 13 Jaiteh 11 | Punti      | 11 Melli, Voigtmann 9 Baron, Datome 7 Shields |
| Hackett 7                                    | Assist     | 4 Napier                                      |
| Jaiteh 7                                     | Rimbalzi   | 6 Melli                                       |
| Sergio Scariolo                              | Allenatori | Ettore Messina                                |

| Arbitri: | Saverio Lanzarini (Bologna) Manuel Mazzoni (Roma) Mark Bartoli (Trieste) |

|                               |            |                                    |
| Datome 16 Baron 11 Shields 10 | Punti      | 13 Shengelia 10 Teodosić 7 Hackett |
| Napier 6                      | Assist     | 5 Hackett                          |
| Melli 7                       | Rimbalzi   | 6 Hackett                          |
| Ettore Messina                | Allenatori | Sergio Scariolo                    |

### Eurolega

#### Stagione regolare
| Arbitri: | Robert Lottermoser Emilio Pérez Gentian Cici |

|                                       |            |                                             |
| de Colo 18 Lighty 12 Mathews, Fall 11 | Punti      | 18 Baron 16 Melli 8 Tonut, Hines, Voigtmann |
| de Colo 4                             | Assist     | 5 Baron                                     |
| Noua 8                                | Rimbalzi   | 8 Voigtmann                                 |
| Ettore Messina                        | Allenatori | T.J. Parker                                 |

| Arbitri: | Boltauzer Vilius Nikolić |

|                               |            |                                     |
| Pangos 16 Shields 15 Hines 10 | Punti      | 13 Smith, Blatt 10 Wetzell 9 Olinde |
| Shields 5                     | Assist     | 9 Blatt                             |
| Voigtmann 9                   | Rimbalzi   | 7 Sikma                             |
| Ettore Messina                | Allenatori | Israel González                     |

| Arbitri: | Hierrezuelo Navas Moğulkoç Foufis |

|                              |            |                                |
| Leday 23 Lessort 12 Madar 10 | Punti      | 25 Shields 15 Davies 12 Pangos |
| Madar 4                      | Assist     | 4 Hall, Voigtmann              |
| Lessort 10                   | Rimbalzi   | 6 Voigtmann                    |
| Željko Obradović             | Allenatori | Ettore Messina                 |

| Arbitri: | Pèrez Rocha Kardum |

|                              |            |                              |
| Winston 20 Zipser 13 Obst 12 | Punti      | 17 Melli 14 Davies 13 Pangos |
| Jaramaz 5                    | Assist     | 11 Pangos                    |
| Gillespie 8                  | Rimbalzi   | 9 Hines                      |
| Andrea Trinchieri            | Allenatori | Ettore Messina               |

| Arbitri: | Belošević Javor Bissang |

|                                  |            |                                 |
| Tobey 13 Higgins 11 Satoranský 9 | Punti      | 18 Davies 7 Baron, Hall 6 Hines |
| Laprovíttola 5                   | Assist     | 5 Pangos                        |
| Tobey 7                          | Rimbalzi   | 6 Davies, Melli                 |
| Šarūnas Jasikevičius             | Allenatori | Ettore Messina                  |

| Arbitri: | Radović Latiševs Trawicki |

|                                   |            |                               |
| Pangos 21 Melli 12 Mitrou-Long 11 | Punti      | 25 Musa 15 Hezonja 11 Tavares |
| Hall 7                            | Assist     | 5 Musa                        |
| Hines, Melli 3                    | Rimbalzi   | 9 Tavares                     |
| Ettore Messina                    | Allenatori | Chus Mateo                    |

| Arbitri: | Daniel Hierrezuelo Emin Moğulkoç Uroš Obrknežević |

|                                  |            |                                    |
| Mitrou-Long 13 Davies 11 Melli 9 | Punti      | 15 Teodosić 14 Mickey 12 Shengelia |
| Pangos 5                         | Assist     | 4 Teodosić                         |
| Melli 11                         | Rimbalzi   | 7 Jaiteh                           |
| Ettore Messina                   | Allenatori | Sergio Scariolo                    |

| Arbitri: | Miguel Ángel Pérez Milan Nedović Robert Vyklický |

|                             |            |                                 |
| Evans 23 Šmits 10 Birutis 8 | Punti      | 19 Mitrou-Long 11 Pangos 8 Hall |
| Lekavičius, Brazdeikis 2    | Assist     | 3 Hines                         |
| Šmits 10                    | Rimbalzi   | 7 Melli                         |
| Kazys Maksvytis             | Allenatori | Ettore Messina                  |

| Arbitri: | Juan Carlos García Joseph Bissang Saulius Račys |

|                                 |            |                              |
| Mitrou-Long 10 Melli 9 Pangos 7 | Punti      | 24 Clyburn 13 Pleiß 12 Micić |
| Voigtmann 4                     | Assist     | 7 Beaubois                   |
| Voigtmann 6                     | Rimbalzi   | 9 Clyburn                    |
| Ettore Messina                  | Allenatori | Ergin Ataman                 |

| Arbitri: | Robert Lottermoser Gytis Vilius Uroš Nikolić |

|                                           |            |                                        |
| Mitrou-Long 18 Hall 16 Luwawu-Cabarrot 15 | Punti      | 22 Hayes 11 Gudurić 9 Motley, Calathes |
| Mitrou-Long 4                             | Assist     | 6 Gudurić                              |
| Melli 6                                   | Rimbalzi   | 6 Gudurić                              |
| Ettore Messina                            | Allenatori | Dīmītrīs Itoudīs                       |

| Arbitri: | Oļegs Latiševs Mehdi Difallah Tomislav Hordov |

|                                       |            |                           |
| Thompson 15 Hommes 11 Howard, Henry 9 | Punti      | 23 Davies 14 Hall 7 Melli |
| Thompson 7                            | Assist     | 4 Mitrou-Long             |
| Kotsar 9                              | Rimbalzi   | 12 Davies                 |
| Joan Peñarroya                        | Allenatori | Ettore Messina            |

| Arbitri: | Ilija Belošević Emin Moğulkoç Emilio Pérez |

|                            |            |                                             |
| Bacon 31 Lee 22 Williams 9 | Punti      | 16 Mitrou-Long 15 Luwawu-Cabarrot 13 Davies |
| Lee 5                      | Assist     | 6 Melli                                     |
| Ponitka 9                  | Rimbalzi   | 6 Hall, Melli                               |
| Dejan Radonjić             | Allenatori | Ettore Messina                              |

| Arbitri: | Miguel Ángel Pérez Fernando Rocha Josip Radojković |

|                                      |            |                              |
| Baron 18 Luwawu-Cabarrot 14 Melli 12 | Punti      | 20 Brown 14 Sorkin 13 Martin |
| Luwawu-Cabarrot 4                    | Assist     | 8 Brown                      |
| Baron 5                              | Rimbalzi   | 7 Colson                     |
| Ettore Messina                       | Allenatori | Oded Kattash                 |

| Arbitri: | Daniel Hierrezuelo Saulius Račys Sérgio Silva |

|                                   |            |                            |
| Petrušev 20 Vildoza 16 Nedović 12 | Punti      | 19 Baron 15 Davies 11 Hall |
| Vildoza 6                         | Assist     | 7 Davies                   |
| Petrušev 11                       | Rimbalzi   | 6 Davies                   |
| Duško Ivanović                    | Allenatori | Ettore Messina             |

| Arbitri: | Matej Boltauzer Benjamín Jiménez Anne Panther |

|                            |            |                             |
| Baron 23 Davies 14 Hall 12 | Punti      | 24 James 16 Okobo 10 Diallo |
| Davies 4                   | Assist     | 5 James                     |
| Ricci 8                    | Rimbalzi   | 7 Hall                      |
| Mario Fioretti             | Allenatori | Saša Obradović              |

| Arbitri: | Saša Pukl Jakub Zamojski Hugues Thépénier |

|                            |            |                                   |
| Baron 24 Davies 17 Hall 14 | Punti      | 26 Dubljević 12 Prepelič 9 Harper |
| Davies 6                   | Assist     | 7 Harper                          |
| Hines 6                    | Rimbalzi   | 7 Rivero, Dubljević               |
| Ettore Messina             | Allenatori | Álex Mumbrú                       |

| Arbitri: | Oļegs Latiševs Robert Lottermoser Rain Peerandi |

|                                              |            |                                                 |
| Peters 16 Walkup 10 Papanikolaou, McKissic 9 | Punti      | 12 Baron 9 Luwawu-Cabarrot, Mitrou-Long 8 Hines |
| Sloukas 9                                    | Assist     | 3 Davies, Melli, Baron                          |
| Fall 9                                       | Rimbalzi   | 7 Ricci                                         |
| Giōrgos Mpartzōkas                           | Allenatori | Ettore Messina                                  |

| Arbitri: | Tomislav Hordov Joseph Bissang Saulius Račys |

|                           |            |                                      |
| Lô 17 Smith 16 Lammers 12 | Punti      | 16 Luwawu-Cabarrot 13 Davies 9 Baron |
| Blatt, Lô 4               | Assist     | 2 Hall, Baron, Davies                |
| Lammers 7                 | Rimbalzi   | 8 Melli                              |
| Israel González           | Allenatori | Ettore Messina                       |

| Arbitri: | Sreten Radović Robert Vyklický Carlos Cortés Rey |

|                                 |            |                                           |
| Baron 11 Hall 9 Davies, Tonut 8 | Punti      | 16 Hayes 13 Šmits, Ulanovas 6 Butkevičius |
| quattro giocatori 2             | Assist     | 3 Brazdeikis                              |
| Melli 8                         | Rimbalzi   | 8 Ulanovas                                |
| Ettore Messina                  | Allenatori | Kazys Maksvytis                           |

| Arbitri: | Borys Ryzhyk Jordi Aliaga Solé Adar Peer |

|                                      |            |                                       |
| Davies 26 Luwawu-Cabarrot 16 Hall 12 | Punti      | 17 Mathews 13 de Colo 10 Kahudi, Fall |
| sette giocatori 2                    | Assist     | 6 Bost                                |
| 8 Davies, Luwawu-Cabarrot            | Rimbalzi   | 7 Tyus                                |
| Ettore Messina                       | Allenatori | T.J. Parker                           |

| Arbitri: | Robert Lottermoser Emin Moğulkoç Carlos Peruga Embid |

|                            |            |                                                   |
| Okobo 19 James 18 Brown 15 | Punti      | 19 Luwawu-Cabarrot 14 Mitrou-Long 12 Thomas, Hall |
| James 10                   | Assist     | 5 Mitrou-Long                                     |
| Hall 8                     | Rimbalzi   | 5 Hines                                           |
| Saša Obradović             | Allenatori | Ettore Messina                                    |

| Arbitri: | Ilija Belošević Gytis Vilius Gentian Cici |

|                                          |            |                                               |
| Luwawu-Cabarrot 17 Voigtmann 16 Baron 11 | Punti      | 19 Thompson 18 Howard, Giedraitis 12 Costello |
| Baron 5                                  | Assist     | 4 Hommes                                      |
| Voigtmann 8                              | Rimbalzi   | 6 Giedraitis, Hommes                          |
| Ettore Messina                           | Allenatori | Joan Peñarroya                                |

| Arbitri: | Juan Carlos García Mehdi Difallah Amit Balak |

|                            |            |                                 |
| Baron 15 Hall 14 Davies 10 | Punti      | 17 Bentil 11 Vildoza 9 Petrušev |
| Napier 5                   | Assist     | 5 Marković                      |
| Luwawu-Cabarrot 6          | Rimbalzi   | 7 Bentil                        |
| Ettore Messina             | Allenatori | Duško Ivanović                  |

| Arbitri: | Daniel Hierrezuelo Oļegs Latiševs Rain Peerandi |

|                                 |            |                                                 |
| Motley 22 Gudurić 19 Edwards 16 | Punti      | 26 Napier 19 Luwawu-Cabarrot 8 Baron, Voigtmann |
| Calathes, Gudurić 3             | Assist     | 4 Baron                                         |
| Motley 9                        | Rimbalzi   | 8 Voigtmann                                     |
| Dīmītrīs Itoudīs                | Allenatori | Ettore Messina                                  |

| Arbitri: | Daniel Hierrezuelo Milan Nedović Uroš Nikolić |

|                                     |            |                             |
| Davies, Napier 16 Melli 14 Tonut 11 | Punti      | 21 Williams 14 Bacon 13 Lee |
| Napier 5                            | Assist     | 5 Lee                       |
| Melli 7                             | Rimbalzi   | 6 Ponitka                   |
| Ettore Messina                      | Allenatori | Chrīstos Serelīs            |

| Arbitri: | Robert Lottermoser Tomislav Hordov Carlos Cortés |

|                                             |            |                                                           |
| Baron 18 Melli 10 Luwawu-Cabarrot, Napier 9 | Punti      | 10 Walkup, Vezenkov 8 Sloukas, Papanikolaou 6 Larentzakīs |
| Baron 5                                     | Assist     | 5 Walkup, Sloukas                                         |
| Tonut 6                                     | Rimbalzi   | 6 Vezenkov                                                |
| Ettore Messina                              | Allenatori | Giōrgos Mpartzōkas                                        |

| Arbitri: | Matej Boltauzer Anne Panther Sérgio Silva |

|                                      |            |                              |
| Jones 19 Harper, Puerto 15 Rivero 10 | Punti      | 28 Napier 13 Pangos 12 Ricci |
| Prepelič 5                           | Assist     | 5 Napier                     |
| Dubljević 6                          | Rimbalzi   | 7 Melli                      |
| Álex Mumbrú                          | Allenatori | Ettore Messina               |

| Arbitri: | Oļegs Latiševs Emilio Pérez Hugues Thépénier |

|                                            |            |                                        |
| Davies, Baron 14 Pangos, Napier 10 Melli 9 | Punti      | 15 Punter 11 Lessort 10 Exum, Nunnally |
| Pangos 7                                   | Assist     | 3 Exum, Punter                         |
| Melli 8                                    | Rimbalzi   | 6 Lessort                              |
| Ettore Messina                             | Allenatori | Željko Obradović                       |

| Arbitri: | Saša Pukl Fernando Rocha Luka Kardum |

|                                         |            |                                    |
| Musa 27 Tavares 17 Hezonja, Yabusele 12 | Punti      | 17 Napier 16 Melli 14 Tonut, Baron |
| Rodríguez 7                             | Assist     | 8 Napier                           |
| Tavares 8                               | Rimbalzi   | 7 Melli                            |
| Chus Mateo                              | Allenatori | Ettore Messina                     |

| Arbitri: | Juan Carlos García Damir Javor Artūras Šukys |

|                                        |            |                                         |
| Napier 20 Luwawu-Cabarrot 14 Davies 10 | Punti      | 27 Obst 17 Cheatham 8 Seeley, Gillespie |
| Napier 4                               | Assist     | 3 Weiler-Babb, Obst                     |
| Melli, Voigtmann 6                     | Rimbalzi   | 5 Gillespie                             |
| Ettore Messina                         | Allenatori | Andrea Trinchieri                       |

| Arbitri: | Robert Lottermoser Mehdi Difallah Uroš Nikolić |

|                               |            |                                          |
| Larkin 18 Clyburn 16 Micić 15 | Punti      | 19 Luwawu-Cabarrot 12 Voigtmann 9 Davies |
| Larkin 5                      | Assist     | 4 Napier, Davies                         |
| Bryant 7                      | Rimbalzi   | 6 Luwawu-Cabarrot                        |
| Ergin Ataman                  | Allenatori | Ettore Messina                           |

| Arbitri: | Borys Ryzhyk Tomislav Hordov Sašo Petek |

|                               |            |                               |
| Sorkin 18 Brown 17 Baldwin 15 | Punti      | 15 Napier 14 Shields 9 Thomas |
| Brown 8                       | Assist     | 4 Napier                      |
| Nebo 10                       | Rimbalzi   | 6 Davies                      |
| Oded Kattash                  | Allenatori | Ettore Messina                |

| Arbitri: | Ilija Belošević Matej Boltauzer Gytis Vilius |

|                             |            |                                            |
| Napier 18 Baron 12 Melli 11 | Punti      | 17 Kuric 12 Laprovíttola, Tobey 11 Mirotić |
| Shields, Pangos 5           | Assist     | 3 Satoranský, Jokubaitis, Laprovíttola     |
| Melli 6                     | Rimbalzi   | 6 Şanlı                                    |
| Ettore Messina              | Allenatori | Šarūnas Jasikevičius                       |

| Arbitri: | Juan Garcia Emin Moğulkoç Fernando Rocha |

|                                      |            |                                 |
| Hackett 25 Belinelli 21 Shengelia 15 | Punti      | 19 Voigtmann 14 Baron 10 Davies |
| Hackett 10                           | Assist     | 5 Shields                       |
| Weems 5                              | Rimbalzi   | 6 Hall, Voigtmann               |
| Sergio Scariolo                      | Allenatori | Ettore Messina                  |

### Coppa Italia
| Arbitri: | Saverio Lanzarini (Bologna) Tolga Sahin (Messina) Alessandro Perciavalle (Torino) |

|                                       |            |                    |
| Billy Baron 18                        | Punti      | 16 C.J. Massinburg |
| Timothé Luwawu-Cabarrot, Devon Hall 4 | Assist     | 4 Kenny Gabriel    |
| Nicolò Melli 9                        | Rimbalzi   | 8 Aleksej Nikolic  |
| Ettore Messina                        | Allenatori | Alessandro Magro   |

### Supercoppa Italiana
| Arbitri: | Rossi (Anghiari) Attard (Priolo Gargallo) Giovannetti (Terni) |

|                           |            |                                   |
| Hall 19 Baron 12 Hines 10 | Punti      | 17 Ojeleye 13 Mickey 12 Cordinier |
| Davies 3                  | Assist     | 5 Pajola                          |
| Davies 5                  | Rimbalzi   | 9 Ojeleye, Bako                   |
| Ettore Messina            | Allenatori | Sergio Scariolo                   |

## Statistiche

### Statistiche di squadra
| Competizione          | G  | V  | P  | Pt   | 2PT  | 3PT  | TL   | Rimbalzi | Rimbalzi | Rimbalzi | Stop | Palle | Palle | Ass  |
| Competizione          | G  | V  | P  | Pt   | 2PT  | 3PT  | TL   | Off      | Dif      | Tot      | Stop | Perse | Rec.  | Ass  |
| --------------------- | -- | -- | -- | ---- | ---- | ---- | ---- | -------- | -------- | -------- | ---- | ----- | ----- | ---- |
| LBA Serie A           | 30 | 23 | 7  | 82.7 | 55.7 | 37.0 | 80.4 | 9.3      | 27.5     | 36.8     | 2.0  | 13.3  | 6.9   | 16.6 |
| Playoff               | 14 | 10 | 4  | 82.7 | 54.8 | 38.1 | 79.8 | 9.9      | 26.7     | 36.6     | 1.6  | 12.0  | 7.1   | 17.5 |
| Totale Serie A        | 44 | 33 | 11 | 82.7 | 55.2 | 37.6 | 80.2 | 9.6      | 27.1     | 36.7     | 1.8  | 12.6  | 7.0   | 17.1 |
| Euroleague Basketball | 34 | 15 | 19 | 74.8 | 53.2 | 35.8 | 77.4 | 8.6      | 23.9     | 32.5     | 2.0  | 6.0   | 12.3  | 16.3 |
| Supercoppa Italiana   | 1  | 0  | 1  | 64.0 | 40.0 | 23.3 | 76.0 | 5.0      | 27.0     | 32.0     | 6.0  | 19.0  | 8.0   | 14.0 |
| Coppa Italia          | 1  | 0  | 1  | 72.0 | 51.9 | 31.3 | 87.5 | 10.0     | 28.0     | 38.0     | 1.0  | 17.0  | 5.0   | 16.0 |
| Totale                | 80 | 48 | 32 | 73.3 | 50.0 | 32.0 | 80.2 | 8.3      | 26.5     | 34.8     | 2.7  | 13.6  | 8.0   | 15.8 |

### Andamento in campionato
| Giornata  | 1 | 2 | 3 | 4 | 5 | 6 | 7 | 8 | 9 | 10 | 11 | 12 | 13 | 14 | 15 | 16 | 17 | 18 | 19 | 20 | 21 | 22 | 23 | 24 | 25 | 26 | 27 | 28 | 29 | 30 |
| --------- | - | - | - | - | - | - | - | - | - | -- | -- | -- | -- | -- | -- | -- | -- | -- | -- | -- | -- | -- | -- | -- | -- | -- | -- | -- | -- | -- |
| Luogo     | C | T | C | T | C | T | C | T | T | C  | T  | C  | T  | T  | C  | T  | C  | T  | T  | C  | T  | C  | T  | C  | C  | T  | C  | C  | T  | C  |
| Risultato | V | V | V | P | V | V | V | V | V | V  | P  | V  | V  | P  | V  | P  | V  | V  | V  | V  | V  | P  | P  | P  | V  | V  | V  | V  | V  | V  |
| Posizione | 8 | 4 | 3 | 4 | 3 | 3 | 2 | 2 | 2 | 2  | 2  | 2  | 1  | 1  | 1  | 1  | 1  | 1  | 1  | 1  | 1  | 2  | 2  | 2  | 2  | 2  | 2  | 2  | 1  | 1  |

Fonte:  Serie A – Classifica, su legabasket.it. URL consultato il 19 maggio 2023.
Legenda:

Luogo: C = Casa; T = Trasferta. Risultato: V = Vittoria; P = Sconfitta.
- = Turno di riposo.

### Andamento in Eurolega
| Giornata  | 1 | 2 | 3 | 4 | 5 | 6 | 7 | 8 | 9 | 10 | 11 | 12 | 13 | 14 | 15 | 16 | 17 | 18 | 19 | 20 | 21 | 22 | 23 | 24 | 25 | 26 | 27 | 28 | 29 | 30 | 31 | 32 | 33 | 34 |
| --------- | - | - | - | - | - | - | - | - | - | -- | -- | -- | -- | -- | -- | -- | -- | -- | -- | -- | -- | -- | -- | -- | -- | -- | -- | -- | -- | -- | -- | -- | -- | -- |
| Luogo     | T | C | T | T | T | C | C | T | C | C  | T  | T  | C  | T  | C  | C  | T  | T  | C  | C  | T  | C  | C  | T  | C  | C  | T  | C  | T  | C  | T  | T  | C  | T  |
| Risultato | V | P | V | V | P | P | P | P | P | P  | P  | P  | P  | V  | V  | V  | P  | P  | P  | P  | P  | V  | V  | V  | V  | V  | V  | V  | P  | V  | P  | P  | V  | P  |

Fonte:  EuroLeague 2022-23 Games, su euroleaguebasketball.net.
Legenda:

Luogo: C = Casa; T = Trasferta. Risultato: V = Vittoria; P = Sconfitta.
- = Turno di riposo.

### Statistiche giocatori

#### Serie A

##### Regular season
| Nome                    | G  | Pun | PPG  | Min   | Tiri da 2 | Tiri da 2 | Tiri da 2 | Tiri da 3 | Tiri da 3 | Tiri da 3 | Tiri Liberi | Tiri Liberi | Tiri Liberi | RPG | PRG | APG | Val  |
| Nome                    | G  | Pun | PPG  | Min   | R         | T         | %         | R         | T         | %         | R           | T           | %           | RPG | PRG | APG | Val  |
| ----------------------- | -- | --- | ---- | ----- | --------- | --------- | --------- | --------- | --------- | --------- | ----------- | ----------- | ----------- | --- | --- | --- | ---- |
| Giampaolo Ricci         | 30 | 126 | 4.2  | 14:50 | 0.9       | 1.5       | 56.5      | 0.7       | 1.5       | 45.7      | 0.4         | 0.4         | 84.6        | 2.1 | 0.3 | 0.5 | 4.1  |
| Nicolò Melli            | 28 | 246 | 8.8  | 23:10 | 2.5       | 3.8       | 64.5      | 0.8       | 1.9       | 42.6      | 1.4         | 1.9         | 75.0        | 6.5 | 1.0 | 1.6 | 14.2 |
| Devon Hall              | 25 | 191 | 7.6  | 24:00 | 1.7       | 3.0       | 56.6      | 0.8       | 2.0       | 37.3      | 1.9         | 2.2         | 87.3        | 2.6 | 0.5 | 2.4 | 9.1  |
| Stefano Tonut           | 25 | 120 | 4.8  | 18:20 | 1.2       | 2.3       | 52.6      | 0.5       | 1.5       | 32.4      | 1.0         | 1.3         | 75.0        | 2.4 | 0.5 | 0.9 | 4.6  |
| Brandon Davies          | 24 | 324 | 13.5 | 20:30 | 5.0       | 7.9       | 62.6      | 0.1       | 0.5       | 16.7      | 3.3         | 4.5         | 73.4        | 4.8 | 1.0 | 1.6 | 15.7 |
| Billy Baron             | 22 | 269 | 12.2 | 23:30 | 1.1       | 1.5       | 70.6      | 2.4       | 5.4       | 44.5      | 2.8         | 3.0         | 92.5        | 2.3 | 1.1 | 2.5 | 13.8 |
| Paul Biligha            | 21 | 80  | 3.8  | 11:10 | 1.4       | 2.8       | 51.7      | 0.0       | 0.0       | 00.0      | 0.8         | 0.9         | 94.4        | 2.0 | 0.2 | 0.7 | 4.6  |
| Johannes Voigtmann      | 20 | 153 | 7.7  | 18:20 | 1.8       | 2.9       | 61.4      | 1.1       | 2.6       | 43.1      | 0.9         | 1.4         | 60.7        | 4.4 | 0.4 | 1.0 | 9.8  |
| Tommaso Baldasso        | 18 | 43  | 2.4  | 08:40 | 0.0       | 0.2       | 00.0      | 0.8       | 2.1       | 36.8      | 0.1         | 0.1         | 50.0        | 0.8 | 0.2 | 0.4 | 0.8  |
| Davide Alviti           | 16 | 28  | 1.8  | 09:10 | 0.3       | 1.0       | 31.3      | 0.2       | 1.3       | 15.0      | 0.6         | 0.8         | 75.0        | 1.3 | 0.2 | 0.3 | 1.1  |
| Luigi Datome            | 15 | 65  | 4.3  | 10:40 | 0.7       | 2.1       | 32.3      | 0.9       | 2.0       | 43.3      | 0.4         | 0.5         | 75.0        | 1.1 | 0.3 | 0.5 | 2.6  |
| Timothé Luwawu-Cabarrot | 14 | 166 | 11.9 | 23:00 | 2.6       | 4.9       | 52.2      | 1.1       | 3.3       | 34.8      | 3.3         | 3.7         | 88.5        | 4.1 | 0.7 | 1.6 | 11.6 |
| Kevin Pangos            | 14 | 123 | 8.8  | 22:30 | 1.4       | 3.4       | 42.6      | 1.6       | 4.4       | 37.1      | 1.0         | 1.2         | 82.4        | 2.1 | 0.8 | 3.6 | 8.4  |
| Naz Mitrou-Long         | 14 | 110 | 7.9  | 20:30 | 0.9       | 2.1       | 41.4      | 1.6       | 4.6       | 35.9      | 1.2         | 1.4         | 85.0        | 2.4 | 0.4 | 2.7 | 7.6  |
| Kyle Hines              | 14 | 81  | 5.8  | 19:10 | 2.3       | 3.8       | 60.4      | 0.0       | 0.1       | 00.0      | 1.2         | 2.1         | 56.7        | 4.2 | 1.2 | 2.1 | 10.6 |
| Shabazz Napier          | 12 | 178 | 14.8 | 24:60 | 2.1       | 4.2       | 50.0      | 2.3       | 6.7       | 33.8      | 3.9         | 4.4         | 88.7        | 2.3 | 1.0 | 3.4 | 14.2 |
| Shavon Shields          | 11 | 93  | 8.5  | 23:50 | 2.1       | 4.3       | 48.9      | 0.7       | 2.9       | 25.0      | 2.1         | 2.5         | 85.2        | 4.0 | 0.8 | 2.3 | 10.6 |
| Deshaun Thomas          | 10 | 83  | 8.3  | 17:20 | 3.0       | 5.2       | 57.7      | 0.4       | 2.5       | 16.0      | 1.1         | 1.3         | 84.6        | 3.4 | 0.7 | 0.5 | 7.7  |
| Samuele Miccoli         | 2  | 2   | 1.0  | 01:00 | 0.5       | 0.5       | 100.0     | 0.0       | 0.0       | 00.0      | 0.0         | 0.0         | 00.0        | 0.0 | 0.0 | 0.0 | 0.5  |
| Luca Panna              | 1  | 0   | 0.0  | 01:00 | 0.0       | 0.0       | 00.0      | 0.0       | 0.0       | 00.0      | 0.0         | 0.0         | 00.0        | 0.0 | 0.0 | 0.0 | 0.0  |

##### Playoff
| Nome               | G  | Pun | PPG  | Min   | Tiri da 2 | Tiri da 2 | Tiri da 2 | Tiri da 3 | Tiri da 3 | Tiri da 3 | Tiri Liberi | Tiri Liberi | Tiri Liberi | RPG | PRG | APG | Val  |
| Nome               | G  | Pun | PPG  | Min   | R         | T         | %         | R         | T         | %         | R           | T           | %           | RPG | PRG | APG | Val  |
| ------------------ | -- | --- | ---- | ----- | --------- | --------- | --------- | --------- | --------- | --------- | ----------- | ----------- | ----------- | --- | --- | --- | ---- |
| Shavon Shields     | 14 | 199 | 14.2 | 29:1  | 3.9       | 7.4       | 51.9      | 1.6       | 4.1       | 37.9      | 1.8         | 2.1         | 83.3        | 4.2 | 1.1 | 1.9 | 14.6 |
| Shabazz Napier     | 14 | 182 | 13.0 | 26:30 | 1.3       | 3.1       | 40.9      | 2.2       | 6.2       | 35.6      | 3.8         | 4.6         | 82.8        | 3.1 | 1.6 | 4.8 | 15.1 |
| Billy Baron        | 14 | 143 | 10.2 | 23:00 | 0.9       | 1.8       | 52.0      | 2.3       | 5.4       | 42.7      | 1.5         | 1.6         | 95.5        | 2.4 | 0.2 | 2.4 | 10.1 |
| Nicolò Melli       | 14 | 136 | 9.7  | 24:30 | 3.4       | 5.6       | 60.8      | 0.3       | 1.1       | 26.7      | 2.0         | 3.0         | 66.7        | 7.4 | 1.1 | 1.4 | 15.5 |
| Johannes Voigtmann | 14 | 128 | 9.1  | 24:10 | 1.8       | 3.0       | 59.5      | 1.6       | 3.6       | 45.1      | 0.6         | 1.1         | 60.0        | 4.8 | 0.9 | 2.3 | 11.4 |
| Luigi Datome       | 14 | 110 | 7.8  | 15:40 | 0.8       | 1.9       | 40.7      | 1.6       | 3.4       | 47.9      | 1.3         | 1.5         | 90.5        | 2.3 | 0.4 | 0.4 | 6.7  |
| Kyle Hines         | 14 | 68  | 4.9  | 16:00 | 2.0       | 3.0       | 66.7      | 0.0       | 0.0       | 00.0      | 0.9         | 1.1         | 75.0        | 2.6 | 0.4 | 1.3 | 6.8  |
| Giampaolo Ricci    | 14 | 42  | 3.0  | 13:30 | 0.6       | 0.9       | 69.2      | 0.6       | 1.6       | 36.4      | 0.0         | 0.0         | 00.0        | 2.2 | 0.4 | 0.6 | 2.1  |
| Stefano Tonut      | 12 | 17  | 1.4  | 07:00 | 0.5       | 0.8       | 60.0      | 0.1       | 0.4       | 20.0      | 0.2         | 0.3         | 66.7        | 0.8 | 0.1 | 0.4 | 1.8  |
| Devon Hall         | 11 | 68  | 6.2  | 19:40 | 1.6       | 2.8       | 58.1      | 0.5       | 2.8       | 16.1      | 1.5         | 1.7         | 89.5        | 3.1 | 0.5 | 1.7 | 6.3  |
| Tommaso Baldasso   | 11 | 29  | 2.6  | 06:50 | 0.1       | 0.1       | 100.0     | 0.8       | 1.7       | 47.4      | 0.0         | 0.0         | 00.0        | 0.3 | 0.2 | 0.3 | 1.3  |
| Paul Biligha       | 11 | 25  | 2.3  | 06:50 | 0.7       | 1.3       | 57.1      | 0.0       | 0.0       | 00.0      | 0.8         | 1.1         | 75.0        | 0.5 | 0.4 | 0.0 | 1.5  |
| Kevin Pangos       | 3  | 11  | 3.7  | 16:10 | 0.3       | 2.0       | 16.7      | 0.7       | 3.0       | 22.2      | 1.0         | 1.3         | 75.0        | 1.0 | 1.0 | 2.3 | 0.0  |
| Davide Alviti      | 1  | 0   | 0.0  | 0.0   | 0.0       | 00.0      | 0.0       | 0.0       | 00.0      | 0.0       | 0.0         | 00.0        | 0.0         | 0.0 | 0.0 | 0.0 | 0    |

#### Eurolega
| Nome                    | G  | Pun | PPG  | Min   | Tiri da 2 | Tiri da 2 | Tiri da 2 | Tiri da 3 | Tiri da 3 | Tiri da 3 | Tiri Liberi | Tiri Liberi | Tiri Liberi | RPG | PRG | APG | Val  |
| Nome                    | G  | Pun | PPG  | Min   | R         | T         | %         | R         | T         | %         | R           | T           | %           | RPG | PRG | APG | Val  |
| ----------------------- | -- | --- | ---- | ----- | --------- | --------- | --------- | --------- | --------- | --------- | ----------- | ----------- | ----------- | --- | --- | --- | ---- |
| Kyle Hines              | 34 | 186 | 5.5  | 18:48 | 2.3       | 3.7       | 63.5      | 0.0       | 0.1       | 00.0      | 0.7         | 1.1         | 68.4        | 3.6 | 0.6 | 1.5 | 7.7  |
| Brandon Davies          | 33 | 336 | 10.2 | 18:23 | 3.5       | 6.4       | 55.0      | 0.2       | 0.6       | 35.0      | 2.5         | 3.5         | 70.3        | 3.2 | 0.6 | 1.9 | 11.5 |
| Nicolò Melli            | 32 | 254 | 7.9  | 25:17 | 2.2       | 3.9       | 57.1      | 0.8       | 2.1       | 36.2      | 1.1         | 1.6         | 66.0        | 5.3 | 1.0 | 1.3 | 11.3 |
| Billy Baron             | 30 | 329 | 11.0 | 25:06 | 1.3       | 2.2       | 58.8      | 2.1       | 5.1       | 40.3      | 2.1         | 2.4         | 87.5        | 2.4 | 0.6 | 2.1 | 11.1 |
| Johannes Voigtmann      | 30 | 147 | 4.9  | 15:42 | 1.1       | 2.2       | 50.8      | 0.8       | 2.5       | 32.0      | 0.3         | 0.6         | 52.9        | 4.0 | 0.4 | 1.5 | 6.5  |
| Giampaolo Ricci         | 29 | 74  | 2.6  | 10:21 | 0.6       | 1.0       | 60.7      | 0.4       | 1.2       | 32.4      | 0.2         | 0.3         | 70.0        | 2.3 | 0.4 | 0.3 | 2.6  |
| Devon Hall              | 25 | 196 | 7.8  | 30:01 | 1.5       | 3.4       | 43.0      | 1.0       | 3.2       | 32.1      | 1.8         | 2.1         | 84.6        | 2.6 | 0.9 | 2.3 | 7.3  |
| Timothé Luwawu-Cabarrot | 24 | 226 | 9.4  | 21:32 | 2.6       | 5.1       | 51.2      | 1.0       | 3.0       | 33.3      | 1.2         | 1.4         | 82.4        | 2.6 | 0.6 | 1.1 | 6.0  |
| Stefano Tonut           | 24 | 107 | 4.5  | 15:10 | 1.2       | 2.0       | 62.5      | 0.5       | 1.3       | 38.7      | 0.5         | 0.6         | 68.8        | 2.0 | 0.5 | 1.0 | 5.6  |
| Deshaun Thomas          | 22 | 90  | 4.1  | 9:48  | 1.0       | 2.1       | 46.8      | 0.5       | 1.3       | 36.7      | 0.6         | 0.7         | 81.2        | 1.4 | 0.0 | 0.1 | 3.2  |
| Naz Mitrou-Long         | 21 | 155 | 7.4  | 17:33 | 0.8       | 2.1       | 40.9      | 1.5       | 4.2       | 35.2      | 1.2         | 1.3         | 92.9        | 2.0 | 0.4 | 2.0 | 4.7  |
| Kevin Pangos            | 16 | 142 | 8.9  | 25:04 | 1.6       | 3.3       | 49.1      | 1.7       | 5.5       | 30.3      | 0.5         | 0.7         | 75.0        | 2.3 | 0.6 | 3.4 | 7.7  |
| Shabazz Napier          | 12 | 180 | 15.0 | 24:47 | 1.6       | 3.5       | 45.2      | 2.6       | 5.6       | 45.6      | 4.1         | 4.6         | 87.5        | 1.8 | 1.1 | 3.9 | 16.4 |
| Shavon Shields          | 10 | 82  | 8.2  | 21:54 | 1.7       | 3.8       | 44.7      | 1.0       | 2.9       | 34.5      | 1.8         | 2.2         | 81.8        | 2.4 | 0.7 | 2.2 | 8.4  |
| Luigi Datome            | 6  | 22  | 3.7  | 9:21  | 0.5       | 1.6       | 30.0      | 0.8       | 2.0       | 41.7      | 0.1         | 0.1         | 100.0       | 0.8 | 0.2 | 0.0 | 1.7  |
| Davide Alviti           | 5  | 10  | 2.0  | 9:48  | 0.2       | 0.2       | 100.0     | 0.4       | 1.2       | 33.3      | 0.4         | 0.4         | 100.0       | 1.8 | 0.2 | 0.2 | 3.4  |
| Tommaso Baldasso        | 4  | 7   | 1.8  | 7:33  | 0.0       | 0.2       | 40.0      | 0.5       | 1.2       | 40.0      | 0.2         | 0.5         | 50.0        | 0.2 | 0.2 | 0.8 | 0.2  |